# العنف الأسري في العلاقات بين مثليات الجنس
العنف الأسري في العلاقات بين مثليات الجنس هو نمط من الإساءة الأسرية أو الإساءة الزوجية أو العنف الأسري في إطار العلاقات بين مثليات الجنس هو نمط من السلوك العنيف والإكراهي في علاقة مثلية بين امرأتان، تسعى خلاله امرأة مثلية الجنس أو امرأة ليست مغايرة الجنس للسيطرة على أفكار أو معتقدات أو التحكم في شريكتها الحميمة. في الحالات التي تحدث فيها إساءة الشريكة بشكل مضاعف يُشار إلى ذلك بمصطلح «ضرب المثليات» (بالإنجليزية: lesbian battering).

## الشيوع
أصبحت قضية العنف الأسري بين المثليات جنسيًا شاغلًا اجتماعيًا خطرًا، لكن جرى عادةً تجاهل هذا الموضوع، سواء في التحليلات الأكاديمية أو في تأسيس الخدمات الاجتماعية للنساء المثليات اللواتي يتعرضن لإساءة المعاملة من جانب شريكاتهن. تنص موسوعة علم الضحايا ومنع الجريمة أنه: «لعدة أسباب منهجية -مثل أخذ عينات بطريقة غير عشوائية ووجود عوامل اختيار ذاتية وغيرها- لا يمكن تقدير حجم العنف الأسري في العلاقات المثلية. عادةً ما تعتمد الدراسات المتعلقة بإساءة معاملة الشريك الذكر المثلي أو الشريكة المثلية على عينات عشوائية محدودة مثل أعضاء رابطة ما مكونة من مثليات أو مثليين. تقول بعض المصادر إن علاقات المثليين تشهد عنفًا أسريًا بنفس الوتيرة التي تشهدها العلاقات بين مغايري الجنس، بينما تقول مصادر أخرى أن العنف الأسري بين الأفراد المثليين والمثليات ومزدوجي التوجه الجنسي ربما يكون أعلى منه في علاقات مغايري الجنس، وأن الأفراد المثليين ومزدوجي التوجه الجنسي أقل ميلًا إلى إظهار ما يحدث من عنف أسري في علاقاتهم الحميمية من أولئك المُنخرطين في علاقة مغايرة، أو بأن العلاقات بين المثليات تشهد عنفًا أسريًا أقل من الذي تشهده العلاقات بين مغايري الجنس. وعلى النقيض، يفترض بعض الباحثين أن العلاقات بين مثليات الجنس تختبر عنفًا أسريًا بنفس وتيرة العلاقات المغايرة، ويجب أن تكون طرفاها من المثليات أكثر حذرًا عند إبلاغهن عن عنف أسري بين الذكور مثليي الجنس.
ربما تكون التقارير الواردة بشأن قضية العنف الأسري في العلاقات بين مثليات الجنس منقوصة بسبب التكوين الاجتماعي للأدوار المحددة لكل نوع والمتوقع من المرأة أن تؤديه بنظر المجتمع، ربما يجري تجاهل العنف المُرتكَب من المرأة بسبب المعتقدات التي ترى أن البناء الاجتماعي الذكوري هو المصدر الرئيسي للعنف وحسب. توصَف البنية الاجتماعية للمرأة على أنها «خاملة واعتمادية ورعوية وعاطفية للغاية»، بينما يوصَف البناء الاجتماعي للرجل على أنه «تنافسي وعدواني وقوي ويميل إلى العنف». بسبب أشكال التمييز ورهاب المثلية والانحياز الجنسي المغاير والاعتقاد بأن المغايرة الجنسية أمر معياري داخل المجتمع، اتسم العنف الأسري في العلاقة بحدوثه بين معتدي ذكر وضحية أنثى. يسهم هذا في إخفاء أغلب العنف الأسري الذي ترتكبه النساء. علاوة على ذلك، فإن الخوف من تعزيز الصورة النمطية السلبية بإمكانه أن يدفع بعض أفراد المجتمع والنشطاء والضحايا إلى إنكار مدى العنف بين المثليات. غالبًا ما تكون هيئات الخدمة الاجتماعية غير راغبة في مساعدة ضحايا العنف الأسري الذي ترتكبه النساء. إن ضحايا العنف الأسري في العلاقات المثلية أقل احتماليةً لأخذ حقوقهن بالمقاضاة في إطار نظامي قانوني. في محاولة للتغلب على إنكار العنف الأسري في العلاقات المثلية، غالبًا ما يركز المدافعون عن الضحايا من النساء على أوجه التشابه بين العنف الأسري في العلاقات المثلية والعلاقات مغايرة الجنس. الهدف الأساسي للنشطاء هو إضفاء الطابع القانوني على العنف الأسري في العلاقات بين المثليات باعتباره جريمة إساءة فعلية، والتحقق من صحة تجربة ضحاياه.

### عوامل أخرى لعدم الموثوقية
المؤلفات الأكاديمية والأبحاث المتعلقة بالعنف الأسري في علاقات المثليات محدودة نسبيًا. يعزو هذا إلى العديد من العوامل المختلفة، مثل «التعريفات المتباينة للعنف الأسري، منهج اختيار العينات بشكل غير عشوائي وذاتي وانتهازي (غالبًا ما تكون منظمة أو هيئة، أوإعلان لاؤلئك الذين تعرضوا للعنف) والأساليب والأنواع المختلفة لجمع البيانات». يؤدي هذا إلى نتائج غير موثوق بها؛ ما يجعل وضع افتراضات عامة حول معدلات العنف الأسري بين المثليات أمرًا صعبًا. وقد تسبب هذا في ارتفاع معدلات العنف في العلاقات بين المثليات من 17 إلى 73% بدءًا من التسعينيات، صائرةً أكبر من أن تحدد بدقة مدى انتشار إساءة معاملة المثليات في المجتمع.
نظرًا لأنه ليست كل المثليات لديهن انفتاح حول جنسانيتهن، فمن الصعب الحصول على عينات عشوائية كبيرة وبالتالي لا يمكنهن إظهار توجهاتهن في مجتمع المثليات العام. عادةً ما تكون عينات البحث أصغر، مسببةً انخفاض في معدلات الإبلاغ عن العنف عما قد تكون عليه في الواقع. هذا «عاقبة إخفاء مثل هذا العنف والخشية من ردود أفعال رُهَّاب المثلية».
إن التحليل النظري للعنف الأسري في العلاقات بين المثليات أمرٌ محط جدال. تُناقش النهج الشائعة بشكل أساسي «قابلية المقارنة بين العنف في العلاقات بين المثليات والعلاقات بين الذكور المثليين (العنف العلاقات المثلية) أو الاستفادة من النظريات النسوية حول علاقات القوى الجندرية، مقارنةً بالعنف الأسري بين النساء المثليات ومغايرات الجنس».
يدرس بعض المنظرين أيضًا العنف في العلاقات المثلية من خلال تعريف الجندر على أنه علم تشريح، ويدعون أن الجندر ليس له صلة في أي حالة من حالات العنف الأسري لمجرد انتشاره في العلاقات المثلية التي تُرتكب كشكل من أشكال سلوكيات رهاب المثلية وتحدث دون عواقب. يجادل منظرون آخرون بأن الذكور المثليين والمثليات ما زالوا يستوعبون السلوكيات الأنثوية والذكورية؛ ما يجعل المثليات «تقلدن العلاقات الجنسية المغايرة التقليدية» وتخلق ديناميات سلطة سافرة بين الشركاء المهيمنين والخاضعين.

## الأشكال
يعرض نطاق العنف الأسري في العلاقات بين المثليات نمط الترهيب أو الإكراه أو الإرهاب أو العنف الذي يحقق قوة وسيطرة معززة للجانية على شريكتها. تشمل أشكال العنف الأسري في العلاقات المثلية الاعتداء الجسدي، مثل الضرب أو الخنق أو استخدام الأسلحة أو التقييد، وغالبًا ما يشار إليها باسم «الضرب»، والإساءة العاطفية، مثل الكذب والإهمال والإهانة، التهديدات الترويعية، مثل التهديدات بإلحاق الأذى بالضحية أو أسرتها أو حيواناتها الأليفة، والانتهاك الجنسي، مثل إجبارها لشريكتها على ممارسة الجنس أو رفضها للجوء إلى ممارسة الجنس الآمن، وإلحاق الضرر بالممتلكات، مثل تخريب المنزل وإتلاف الأثاث أو الملابس أو المتعلقات الشخصية، والاقتصادية، مثل السيطرة على أموال الضحية وفرض التبعية المالية. بالإضافة إلى ذلك، تبين أن الاعتداء النفسي شائع بين ضحايا العلاقات المثلية. أظهرت النتائج التي توصلت إليها الدراسات أن الصفع كان أكثر أشكال إساءة المعاملة المُبلَغ عنها شيوعًا، بينما كان الضرب والاعتداء بالأسلحة أقل تواترًا. تبين أن العنف الجنسي في إطار العلاقات بين المثليات قد وصل إلى ما يزيد عن 55%. النوع الأكثر شيوعًا شمل التقبيل القسري، والرضع، وملامسة الأعضاء التناسلية، والإيلاج الفموي، أو الشرجي، أو المهبلي. أفاد 80% من الضحايا باعتداء نفسي وسوء معاملة. أيضًا المثليات أقل ميلًا لاستخدام القوة البدنية أو التهديدات الجسدية من الرجال المثليين.

## مآوي العنف الأسري
توفر مآوي العنف الأسري خدمات للنساء اللائي يتعرضن للضرب على أساس مغاير للجنس، ما يزيد من عزلة المثليات اللائي يتعرضن للضرب وإضافة مزيد من الوجوم حول العنف الأسري بين المثليات. عادةً ما يُفترض أن مرتكب العنف في علاقة مسيئة هو الذكر، فيما يُفترض أيضًا أن الضحية مغايرة جنسيًا أو أنها تعرضت للضرب من زوجها. يمكن تحسين هذه الخدمات من خلال ضمان أن يكون بيان الحالة المشترك بين الهيئات ومجتمع الميم (LGBTQ) ويوفر خدمات التدريب لأعضاء هيئة التدريس والموظفين في المآوي، مع التأكد من أن جميع الخدمات لا تحتوي على لغة مغايرة جنسيًا، وتوفير فرص للمثليات لشغل مناصب قيادية في هذه المساعي.